# Alarabi

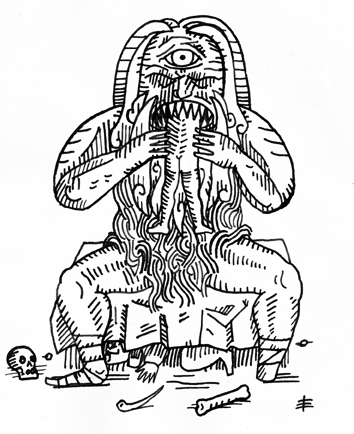
Alarabi.

Alarabi ou Alabarri est un génie habitant les montagnes dans la région de Markina-Xemein (Biscaye). Cette créature a l'air humaine, mais elle est borgne, énorme, n'a qu'un seul œil au milieu du front et qu'une seule jambe dont le pied laisse une empreinte circulaire.
Il est probable que Tartalo, Tartaro, tarto, Anxo et Alarabi soient des variantes du même personnage, mais Alarabi quelques traits distinctifs.
Dans les cavernes ouvertes faites de rochers dénudés des montagnes basques, le monstre cannibale avec un seul œil sur le front a un seul pied rond qu'il met en l'air lorsqu'il pleut, et s'en sert comme parapluie.
Il a été accusé d'événements terribles, car on pense qu'il se nourrit d'animaux sauvages ainsi que d'humains, en particulier d'enfants
Il est considéré comme étant le premier berger légendaire.

## Étymologie
Certains chercheurs associent le mot « Alarabi » aux Arabes. On sait que les Basques, comme les peuples chrétiens environnants, ont vécu des siècles de lutte contre les musulmans. Il est donc possible, comme dans certains autres cas (cas du Mairu vs. Maures), qu'un nom avec d'anciennes croyances ait été confondu avec celui des Arabes. Mais en raison de la relation susmentionnée avec le berger (étant le premier des bergers légendaires), ou le mot ala aurait probablement un sens avec le fait de paître (alhatu en basque) à la fois les pâturages ou de faire paître le bétail. Avec cette racine il y a beaucoup de mots qui ont quelque chose à voir avec le bétail ; alagura, alaketa, alapide, altxubide, altxoni...etc.

## Festivités
Lors des festivités de Lea-Artibai, l'arrivée d'Alarabi acte l'ouverture d'une nouvelle édition des festivités du Carmen. Alarabi est le personnage central des festivités qui fait son apparition en soirée depuis Xemein accompagné des géants et des grosses têtes.
Chaque année, les festivaliers sortent une image d'Alarabi pour la brûler le dernier jour des festivités. Dans d'autres cas, une personne en costume joue le rôle du génie, comme ces dernières années.